# 239254 Gabbigriffith
239254 Gabbigriffith è un asteroide della fascia principale esterna. Scoperto nel 2006, presenta un'orbita caratterizzata da un semiasse maggiore pari a 3,140135 UA e da un'eccentricità di 0,073493, inclinata di 10,274040° rispetto all'eclittica.
Fa parte della famiglia di asteroidi Eos.
Gabrielle A. Griffith è un'ingegnere di sistema statunitense. È stata responsabile della progettazione, realizzazione e manutenzione delle strutture del sistema di terra per la missione New Horizons della NASA per l'esplorazione di Plutone e della fascia di Kuiper.